# Lisa Caputo
 (septembre 2020).
Pour les articles homonymes, voir Caputo.
Lisa Caputo est vice-présidente exécutive et directrice du marketing et des communications pour The Travelers Companies, Inc.
Elle rejoint Travelers le 1er juin 2011, où elle est membre des comités de direction et d'exploitation du conseil de la Travellers Foundation. Elle dirige les opérations marketing, recherche, image de marque, communications d'entreprise, expérience client et services créatifs de l'entreprise et travaille en étroite collaboration avec le département, les investisseurs et les relations gouvernementales. Auparavant, elle était vice-présidente exécutive du marketing mondial et des affaires générales de Citigroup. Elle a été  fondatrice de l'entreprise Citi's Women & Co. puis présidente-directrice générale de janvier 2000 à 2010. Elle a été membre du comité de direction senior de Citi et co-responsable de l'Initiative des femmes de Citi.
Caputo est également commentatrice de télévision et conférencière sur l'actualité et la politique. Elle a passé plus de dix ans dans le secteur public, occupant les fonctions d'assistante adjointe du président Clinton et de secrétaire de presse de la première dame Hillary Clinton pendant le premier mandat du président Clinton.

## Biographie
Caputo est diplômée magna cum laude de l'Université Brown d'une licence en sciences politiques et en français, et a obtenu un master en journalisme avec les honneurs de l'Université Northwestern.

### Carrière

#### The Travellers Companies, Inc.
Depuis son arrivée chez The Travellers Companies, Inc. en 2011 en tant que vice-présidente exécutive et directrice du marketing et des communications, Caputo a supervisé le marketing, la recherche, l'image de marque, les services créatifs, les communications d'entreprise et l'expérience consommateur, les stratégies et les opérations de l'entreprise,,. Elle est membre du conseil de la Fondation Travelers et membre senior de leur équipe de direction, siégeant à leurs comités de gestion et d'exploitation. Elle a lancé l'entreprise sur les médias sociaux, dirigé la création de l'indice de risque de Travelers et développé des partenariats ainsi que des campagnes numériques afin de promouvoir l'entreprise sur le marché,.

#### Citigroup
En tant que vice-présidente exécutive du marketing mondial et des affaires d'entreprises de Citi, Caputo dirige une stratégie intégrée de marketing, de communication d'entreprise et de relations communautaires pour Citi. Elle a supervise le marketing, la publicité, l'image de marque, les enquêtes consommateurs, les médias, le mécénat, les communications externes et internes, les relations avec les médias, la résolution de crise, la communication institutionnelle  et les opérations de relations communautaires chez Citi. Elle a sous sa responsabilité  la gestion d'environ 600 personnes et un budget médias de plus de 2 milliards de dollars. En outre, elle gère l'initiative à l'échelle de l'entreprise sur la marque d'entreprise qui a abouti au changement de marque de la société de Citigroup à Citi, et à la vente du logo du parapluie rouge à Travelers.. Elle dirige également le développement des campagnes publicitaires autour de l'image de marque de Citigroup. Citi est l'une des principales marques de services financiers et l'une des principales marques grand public au niveau mondial.

#### Women & Co.
Caputo a fonde Women & Co. lorsqu'elle rejoint Citi pour la première fois. Women & Co. est un service par abonnement offrant une gamme de solutions pour répondre aux besoins financiers spécifiques des femmes. Women & Co. propose un panel de services sur mesure pour résoudre les problèmes financiers des femmes à différents stades de leur vie, notamment des consultations individuelles avec des professionnels de la finance, des remises et des économies spéciales sur les offres financières, ainsi que des informations et des opportunités de formation. Caputo  fait évoluer l'entreprise du concept de startup à une source de revenus. Aujourd'hui, les membres de Women & Co. totalisent plus de 30 milliards de dollars d'actifs sous gestion chez Citi. sous la direction de Caputo,.

#### Groupe mondial de consommateurs Citigroup
Auparavant, Caputo est directrice générale principale des opérations commerciales et  de la planification pour le groupe mondial de consommateurs de Citi. Dans ce rôle, Caputo supervise les relations communautaires, les affaires publiques, les communications internes, les communications de la direction et le bureau d'éducation financière. De plus, elle occupe le poste de chef de cabinet du PDG du Global Consumer Group, où elle travaille avec des cadres supérieurs pour développer et mettre en œuvre des stratégies visant à étendre l'entreprise et coordonner ses activités commerciales ainsi que dans d'autres branches de Citi. À la demande du PDG de Citi, Caputo développe  également une stratégie et une structure organisationnelle pour la Fondation Citi afin de recentrer ses actions philanthropiques.

#### Disney publishing Worldwide
Avant de rejoindre Citi, Caputo est vice-présidente des communications et synergies mondiales pour Disney Publishing Worldwide de 1998 à 1999. Elle supervise la communication, la publicité et les promotions croisées et dirige la coordination des efforts de marketing et de publicité du groupe afin d'assurer une promotion cohérente de ses marques. Disney Publishing Worldwide est la filiale d'édition de la Walt Disney Company qui concerne plus de 50 millions de lecteurs par mois dans le monde et occupe une position de premier plan dans l'édition jeunesse sur tous les grands marchés. Partout dans le monde, les livres et magazines de Disney sont imprimés en 37 langues et distribués dans plus de 100 pays.

#### Société CBS
Caputo rejoint Disney après avoir occupé le poste de vice-présidente des communications d'entreprise pour CBS Corporation de 1996 à 1998. Chez CBS, elle aide à superviser un département qui s'occupe des problèmes de gestion, des opérations commerciales et de la publicité des programmes de CBS. Elle est également responsable des relations médias, des projets spéciaux et des objectifs d'affaires publiques dans tous les aspects de CBS, et dirige le  CBS/TIME millennium project, qui aboutit à la production d'une série d'émissions de télévision diffusées à échelle nationale,.

#### Télévision
En plus de ses fonctions à Citi, Caputo commente à la télévision et  donne des conférences sur l'actualité et la politique. Elle est collaboratrice du O Magazine. Elle est analyste politique  à NBC et MSNBC au cours des derniers cycles des élections présidentielles et est rédactrice en chef du George magazine. Elle co-anime également de Crossfire sur CNN et sur CNBC et Equal Time sur MSNBC.

### Carrière politique
Après ses études supérieures, influencée par l'un de ses professeurs d'université, Caputo décide de travailler pour le gouvernement. Elle est attachée de presse pour les problèmes nationaux lors de la campagne présidentielle de Dukakis-Bentsen en 1988. Elle est également attachée de presse du sénateur américain Tim Wirth du Colorado et du représentant américain Bob Traxler du Michigan.En 1992, elle dirige les opérations médiatiques d'Al Gore lors de la Convention Nationale Démocrate. Elle devient l'attachée de presse d'Hillary Clinton, à l'âge de 27 ans après avoir travaillé sur la campagne Clinton-Gore en 1992. Elle devient la porte parole en chef de la Première Dame et de la Première Famille après avoir supervisé les opérations de communication et de relations avec les médias. Elle devient assistante députée du président Bill Clinton, de 1993 à 1996, et est également conseillère principale de la campagne présidentielle de sa femme Hillary Clinton en 2008. Elle est souvent invitée sur CNN, MSNBC et d'autres chaînes de télévision pour ses analyses des élections présidentielles de 2008 et 2016,.

### Organisations
Caputo siège au conseil d'administration de Best Buy Co., Inc. (au Comité de Gouvernance et au Comité de Rémunération), et est membre du conseil d'administration des organismes suivants : le programme de bourses d'études J. William Fulbright Foreign, WNET Canal 13, New Visions for Public Schools, la Coalition Créative. Elle est membre du Reuters Editorial Advisory Board, du conseil consultatif sur les relations  Médias de l'Université Brown, du conseil consultatif de l'Université Northwestern Medill School, ainsi qu'au conseil du projet de restauration de New York, et du Comité Consultatif du  Presbyterian Sloane Hôpital de New York. Caputo est membre du Conseil Consultatif de la Brookings Institution pour le Leadership dans le Secteur Public, du Council on Foreign Relations, de l'Economic Club de New York et de l'association des femmes de la finance,.

## Récompenses et honneurs
Caputo est sélectionnée comme femme de l'année par l'AWNY (Advertising Women of New York)  et comme l'une des femmes à suivre de l'Ad Age. Elle est lauréate du  prix Matrix NYWICI pour ses réalisations exceptionnelles dans l'industrie des communications et comme  femme de l'année en marketing direct international. Caputo est sélectionnée comme young global leader du forum économique mondial . Elle est nommée New York's Rising Stars: 40 under 40, considérée comme l'une des six femmes de New York ayant une influence émergente et désignée comme l'une des New-Yorkaises les plus connectées de la ville par le Crain's New York Business 
En décembre 2010, elle est nommée lauréate 2011 du NCAA Silver Anniversary Award décerné chaque année à six anciens étudiants-athlètes de la NCAA pour leurs réalisations professionnelles remarquables à l'occasion du 25e anniversaire de leur diplôme universitaire. Parmi les lauréats de sa classe, se trouvaient l'ancien joueur de la NFL et de la Major League Baseball Bo Jackson ainsi que l'actuel manager des Yankees de New York, Joe Girardi.
En décembre 2016, Lisa Caputo est intronisée au panthéon de PRWeek en reconnaissance de sa « contribution exceptionnelle au développement de l'industrie des communications ».

## Vie privée
Caputo vit à New York avec son mari et ses deux enfants.